# Solms

Solmser Stadtteile

Solms ist eine Stadt westlich von Wetzlar im mittelhessischen Lahn-Dill-Kreis.
In Burgsolms stand die Stammburg des Grafen- und Fürstengeschlechts Solms mit den Hauptlinien Solms-Braunfels mit Sitz in Braunfels und Solms-Hohensolms-Lich mit Sitz in Lich.

## Geografie

### Geografische Lage
Solms liegt direkt im Lahntal und ist eingebettet zwischen Mittelgebirgsausläufern von Taunus und Westerwald mit Höhen zwischen 140 und 400 Meter über NN. Solms liegt in Teilen sowohl im Taunus als auch im Westerwald, da die Lahn die geographische Grenze beider Gebiete bildet.

### Nachbargemeinden
Solms grenzt im Norden an die Gemeinde Ehringshausen und die Stadt Aßlar, im Osten an die Stadt Wetzlar, im Süden an die Gemeinde Schöffengrund und die Stadt Braunfels sowie im Westen an die Stadt Leun (alle im Lahn-Dill-Kreis).

### Gliederung
Sie besteht aus folgenden Stadtteilen:
- Albshausen
- Burgsolms
- Niederbiel
- Oberbiel
- Oberndorf

## Geschichte
Erste urkundliche Erwähnung fand die Schenkung einer Kirche am Flusse Sulmissa, dem heutigen Solmsbach im Jahr 788 in einer Schenkungsurkunde des Klosters Lorsch. Die Dörfer, die heute die Stadt Solms bilden, gehörten über Jahrhunderte zur Grafschaft Solms.
Im Jahre 1803 wurde das Kloster Altenberg säkularisiert, d. h. verweltlicht und den Fürsten zu Solms-Braunfels als Entschädigung zugesprochen. Die Klosterkirche wurde von nun an unter fürstlichem Patronat von der evangelischen Kirchengemeinde Oberbiel genutzt. Solms-Braunfels verlor seine Besitzungen in Elsass-Lothringen an Frankreich.
Im Jahre 1806 kam das Fürstentum Solms-Braunfels mit den Ämtern Braunfels und Greifenstein an das Herzogtum Nassau. Bereits 1815 wiederum an das Königreich Preußen. Der Fürst behielt allerdings einige seiner standesgemäßen Rechte. Zusammen mit der ehemaligen Reichsstadt Wetzlar bildete man eine Enklave der Preußischen Rheinprovinz. (Dies spiegelt sich unter anderem heute noch darin wider, dass der Altkreis Wetzlar zur Evangelischen Kirche im Rheinland gehört.)
Nach einer wirtschaftlichen Blütezeit seit den 1860er Jahren führte in den 1920er Jahren eine schwere Wirtschaftskrise zum Untergang mehrerer Bergwerke und Unternehmen.
Unter anderem wurde die erst knappe 20 Jahre zuvor in Betrieb genommene Georgshütte in Burgsolms wieder abgerissen. In den 1950er Jahren wurden auch die letzten Reste der Burgruine in Burgsolms, dem einstigen Hauptsitz der Familie Solms, abgetragen. Siehe auch: Liste von Bergwerken im Lahn-Dill-Gebiet.

### Gemeindebildung
Im Zuge der Gebietsreform in Hessen fusionierten am 1. Juli 1971 die Gemeinden Albshausen und Oberbiel freiwillig zu neuen Gemeinde Bielhausen sowie Burgsolms und Oberndorf zur neuen Gemeinde Solms. Durch Landesgesetz wurden diese beiden neuen Gemeinden mit Niederbiel am 1. Januar 1977 zur neuen Großgemeinde Solms vereinigt, die am 11. April 1978 das Stadtrecht verliehen bekam. Ortsbezirke wurden nicht gebildet.

### Bevölkerung

#### Einwohnerstruktur 2011
Nach den Erhebungen des Zensus 2011 lebten am Stichtag, dem 9. Mai 2011, in Solms 13.447 Einwohner. Darunter waren 693 (5,2 %) Ausländer, von denen 343 aus dem EU-Ausland, 255 aus anderen europäischen Ländern und 95 aus anderen Staaten kamen. Von den deutschen Einwohnern hatten 20,9 % einen Migrationshintergrund. Die Einwohner lebten in 5710 Haushalten. Davon waren 1610 Singlehaushalte, 1778 Paare ohne Kinder und 1730 Paare mit Kindern, sowie 470 Alleinerziehende und 122 Wohngemeinschaften.
Die Einwohner gehörten 2011 den folgenden Religionsgemeinschaften an:
7850 evangelische (= 58,5 %), 2360 katholische (= 17,6 %), 240 freikirchliche (= 1,8 %), 140 orthodoxe (= 1,1 %), 140 andersgläubig (= 1,0 %), 2680 sonstige (= 20,0 %) Einwohner

#### Einwohnerentwicklung
| Solms: Einwohnerzahlen von 1973 bis 2015                          | Solms: Einwohnerzahlen von 1973 bis 2015 | Solms: Einwohnerzahlen von 1973 bis 2015 | Solms: Einwohnerzahlen von 1973 bis 2015 | Solms: Einwohnerzahlen von 1973 bis 2015 |
| ----------------------------------------------------------------- | ---------------------------------------- | ---------------------------------------- | ---------------------------------------- | ---------------------------------------- |
| Jahr                                                              |                                          |                                          |                                          | Einwohner                                |
| 1973                                                              | 1973                                     |                                          | 12.431                                   | 12.431                                   |
| 1975                                                              | 1975                                     |                                          | 12.571                                   | 12.571                                   |
| 1980                                                              | 1980                                     |                                          | 12.619                                   | 12.619                                   |
| 1985                                                              | 1985                                     |                                          | 12.425                                   | 12.425                                   |
| 1990                                                              | 1990                                     |                                          | 12.717                                   | 12.717                                   |
| 1995                                                              | 1995                                     |                                          | 13.531                                   | 13.531                                   |
| 2000                                                              | 2000                                     |                                          | 14.073                                   | 14.073                                   |
| 2005                                                              | 2005                                     |                                          | 13.845                                   | 13.845                                   |
| 2010                                                              | 2010                                     |                                          | 13.408                                   | 13.408                                   |
| 2011                                                              | 2011                                     |                                          | 13.447                                   | 13.447                                   |
| 2015                                                              | 2015                                     |                                          | 13.456                                   | 13.456                                   |
| Quellen: Hessisches Statistisches Informationssystem; Zensus 2011 |                                          |                                          |                                          |                                          |

## Politik

### Stadtverordnetenversammlung
Die Kommunalwahl am 14. März 2021 lieferte folgendes Ergebnis, in Vergleich gesetzt zu früheren Kommunalwahlen:
| Sitzverteilung in der Stadtverordnetenversammlung 2021Insgesamt 37 Sitze - SPD: 14 - Grüne: 5 - FDP: 2 - FWG: 9 - CDU: 7 | Parteien und Wählergemeinschaften | Parteien und Wählergemeinschaften           | 2021  | 2021  | 2016  | 2016  | 2011  | 2011  | 2006  | 2006  | 2001  | 2001  |
| Sitzverteilung in der Stadtverordnetenversammlung 2021Insgesamt 37 Sitze - SPD: 14 - Grüne: 5 - FDP: 2 - FWG: 9 - CDU: 7 | Parteien und Wählergemeinschaften | Parteien und Wählergemeinschaften           | %     | Sitze | %     | Sitze | %     | Sitze | %     | Sitze | %     | Sitze |
| Sitzverteilung in der Stadtverordnetenversammlung 2021Insgesamt 37 Sitze - SPD: 14 - Grüne: 5 - FDP: 2 - FWG: 9 - CDU: 7 | SPD                               | Sozialdemokratische Partei Deutschlands     | 38,7  | 14    | 41,2  | 15    | 40,3  | 15    | 30,8  | 11    | 33,4  | 12    |
| Sitzverteilung in der Stadtverordnetenversammlung 2021Insgesamt 37 Sitze - SPD: 14 - Grüne: 5 - FDP: 2 - FWG: 9 - CDU: 7 | FWG                               | Freie Wählergemeinschaft Solms              | 22,9  | 9     | 23,0  | 9     | 23,4  | 9     | 35,6  | 13    | 38,4  | 14    |
| Sitzverteilung in der Stadtverordnetenversammlung 2021Insgesamt 37 Sitze - SPD: 14 - Grüne: 5 - FDP: 2 - FWG: 9 - CDU: 7 | CDU                               | Christlich Demokratische Union Deutschlands | 19,6  | 7     | 22,3  | 8     | 23,0  | 8     | 22,0  | 8     | 18,1  | 7     |
| Sitzverteilung in der Stadtverordnetenversammlung 2021Insgesamt 37 Sitze - SPD: 14 - Grüne: 5 - FDP: 2 - FWG: 9 - CDU: 7 | Grüne                             | Bündnis 90/Die Grünen                       | 12,5  | 5     | 8,6   | 3     | 10,7  | 4     | 6,6   | 3     | 4,7   | 2     |
| Sitzverteilung in der Stadtverordnetenversammlung 2021Insgesamt 37 Sitze - SPD: 14 - Grüne: 5 - FDP: 2 - FWG: 9 - CDU: 7 | FDP                               | Freie Demokratische Partei                  | 6,3   | 2     | 4,9   | 2     | 2,6   | 1     | 5,0   | 2     | 5,4   | 2     |
| Sitzverteilung in der Stadtverordnetenversammlung 2021Insgesamt 37 Sitze - SPD: 14 - Grüne: 5 - FDP: 2 - FWG: 9 - CDU: 7 | Gesamt                            | Gesamt                                      | 100,0 | 37    | 100,0 | 37    | 100,0 | 37    | 100,0 | 37    | 100,0 | 37    |
| Sitzverteilung in der Stadtverordnetenversammlung 2021Insgesamt 37 Sitze - SPD: 14 - Grüne: 5 - FDP: 2 - FWG: 9 - CDU: 7 | Wahlbeteiligung in %              | Wahlbeteiligung in %                        | 50,4  | 50,4  | 46,4  | 46,4  | 42,9  | 42,9  | 39,7  | 39,7  | 49,2  | 49,2  |

### Bürgermeister
Nach der hessischen Kommunalverfassung wird der Bürgermeister für eine sechsjährige Amtszeit gewählt, seit dem Jahr 1993 in einer Direktwahl, und ist Vorsitzender des Magistrats, dem in der Stadt Solms neben dem Bürgermeister ehrenamtlich ein Erster Stadtrat und zehn weitere Stadträte angehören. Bürgermeister ist seit dem 1. August 2010 Frank Inderthal (SPD). Er wurde als Nachfolger von Jörg Ludwig (FWG), der nach drei Amtszeiten nicht mehr kandidiert hatte, am 28. Februar 2010 im ersten Wahlgang bei 47,5 Prozent Wahlbeteiligung mit 64,6 Prozent der Stimmen gewählt. Es folgten zwei Wiederwahlen ohne Gegenkandidaten, zuletzt im März 2022.
Amtszeiten der Bürgermeister
- 2010–2028 Frank Inderthal (SPD)[16]
- 1992–2010 Jörg Ludwig (FWG)[17]
- 1971–1992 Erich Mohr (FWG)

### Jugendrat der Stadt Solms
Seit 2002 besteht der Jugendrat der Stadt Solms als offizielles Gremium der Stadt. Er vertritt die Interessen und Belange der Solmser Jugendlichen vor den Politikern. Er wird alle zwei Jahre von den Kindern und Jugendlichen, die in Solms wohnen oder die Gesamtschule in Solms besuchen, gewählt.

### Partnerschaften
Die Stadt Solms unterhält partnerschaftliche Beziehungen zu
- Liezen in Österreich,
- La Grand-Combe in Frankreich und
- Schmiedefeld am Rennsteig, Ortsteil der Stadt Suhl in Thüringen.

### Wappen
Blasonierung: „In Gold ein mit sieben blauen Schindeln bestreuter, blauer, rotbewehrter und -bezungter Löwe, belegt mit einem Herzschild, darin in Silber ein rotes Schlägel und Eisen.“
Der blaue Löwe auf goldenem Grund ist das Wappen der Grafen von Solms. Schlägel und Eisen symbolisieren die alte Bergmannstradition der Stadtteile. Hierbei stehen die Farben Rot und Silber für das Kloster Lorsch, in dessen Besitz die Gemeinde Oberndorf im 8. Jahrhundert gewesen ist, deren Wappen das Stadtwappen ursprünglich war.

## Wirtschaft und Infrastruktur

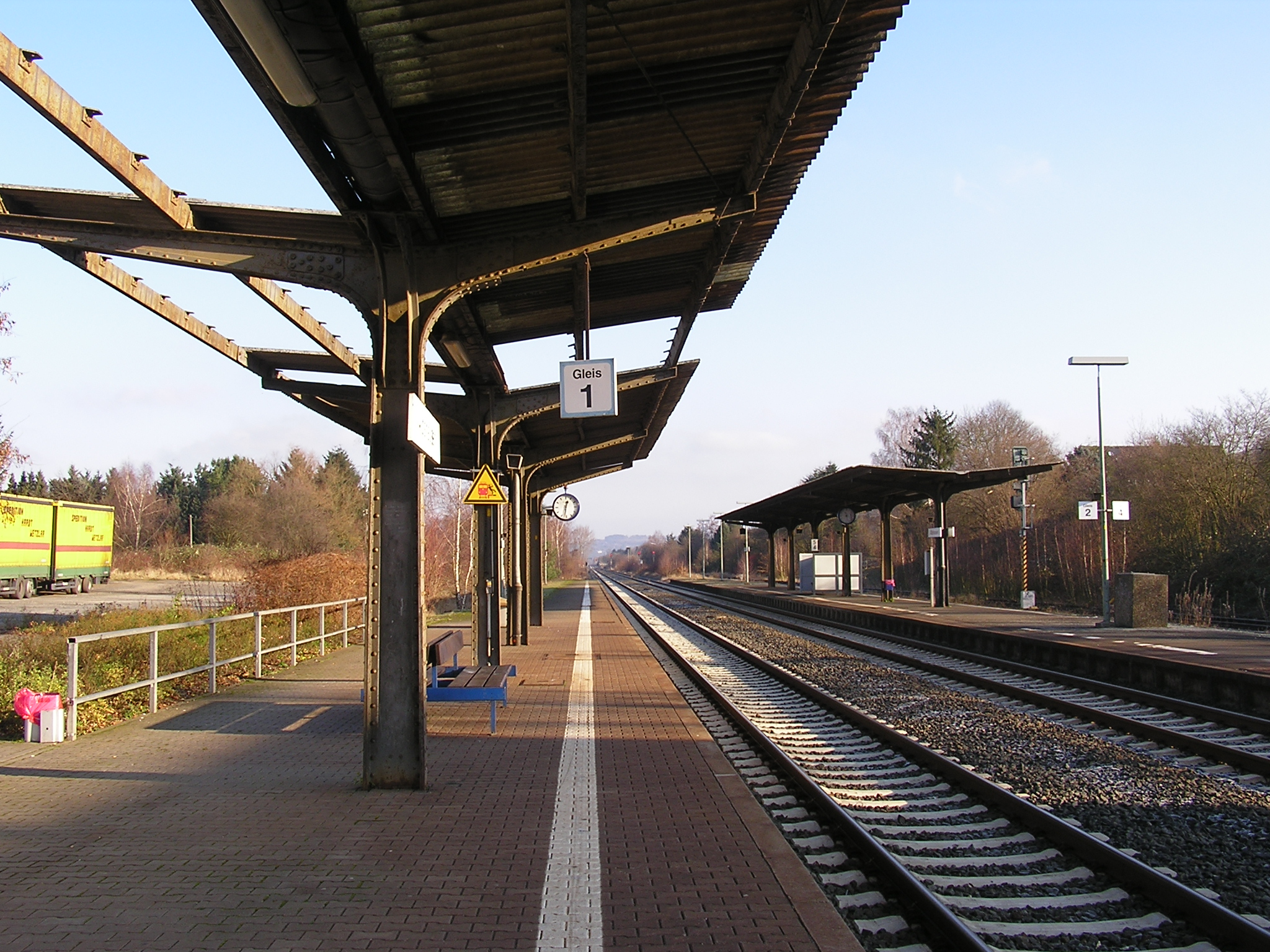
Bahnhof Albshausen

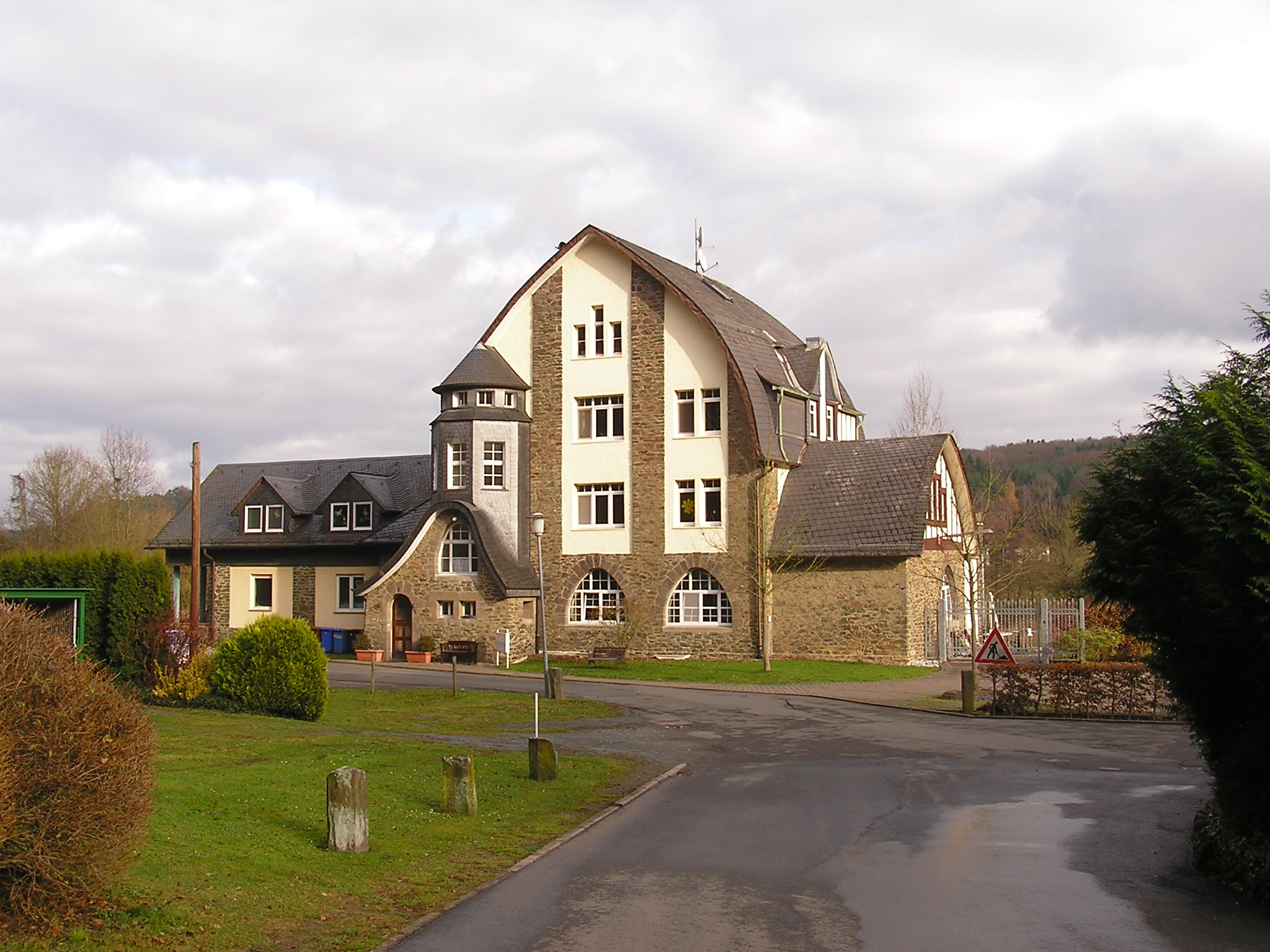
Ehemaliger Bahnhof Braunfels-Oberndorf

### Ansässige Unternehmen
Vor allem im Solmser Gewerbepark haben Firmen aus der Metallverarbeitung, dem Maschinenbau, Baugewerbe sowie Handel ihren Sitz. Der Geschäftsbereich Umwelt, Energie und Abfallwirtschaft des griechischen Konzerns Ellaktor hat seinen Sitz in Solms.
In Solms gibt es eine Anzahl von Bootsvermietern sowie einen naturbelassenen Zeltplatz direkt an der Lahn mit einem Freizeitcamp und einem kleinen Tipi-Dorf.

### Verkehr
Solms ist über die Bundesstraße 49 zu erreichen. Es existiert sowohl eine Anschlussstelle in Oberbiel, als auch eine für die restliche Stadt.
An den Schienenverkehr ist die Stadt mit einem Bahnhof in Albshausen und einem Haltepunkt in Burgsolms (beide Lahntalbahn) angeschlossen.
Früher mündete im Bahnhof Albshausen außerdem die Bahnstrecke Friedrichsdorf–Albshausen aus Richtung Friedrichsdorf ein. An ihr lagen auf Solmser Gemarkung der Haltepunkt Burgsolms-Oberndorf und der Bahnhof Braunfels-Oberndorf. Auf dem nördlichen Abschnitt der Strecke wurde bereits 1985 der Personenverkehr eingestellt, 1988 schließlich auch der Güterverkehr. Die Bahnstrecke ist weitestgehend abgebaut, der Bahndamm jedoch gut erkennbar.

### Medien
In Solms erscheint die Solms-Braunfelser Zeitung der Zeitungsgruppe Lahn-Dill. Es handelt sich um ein Regionalausgabe der Wetzlarer Neuen Zeitung.
Zudem lässt die Stadt Solms wöchentlich die Solmser Nachrichten durch den Linus Wittich Verlag ausgeben.

## Kultur und Sehenswürdigkeiten

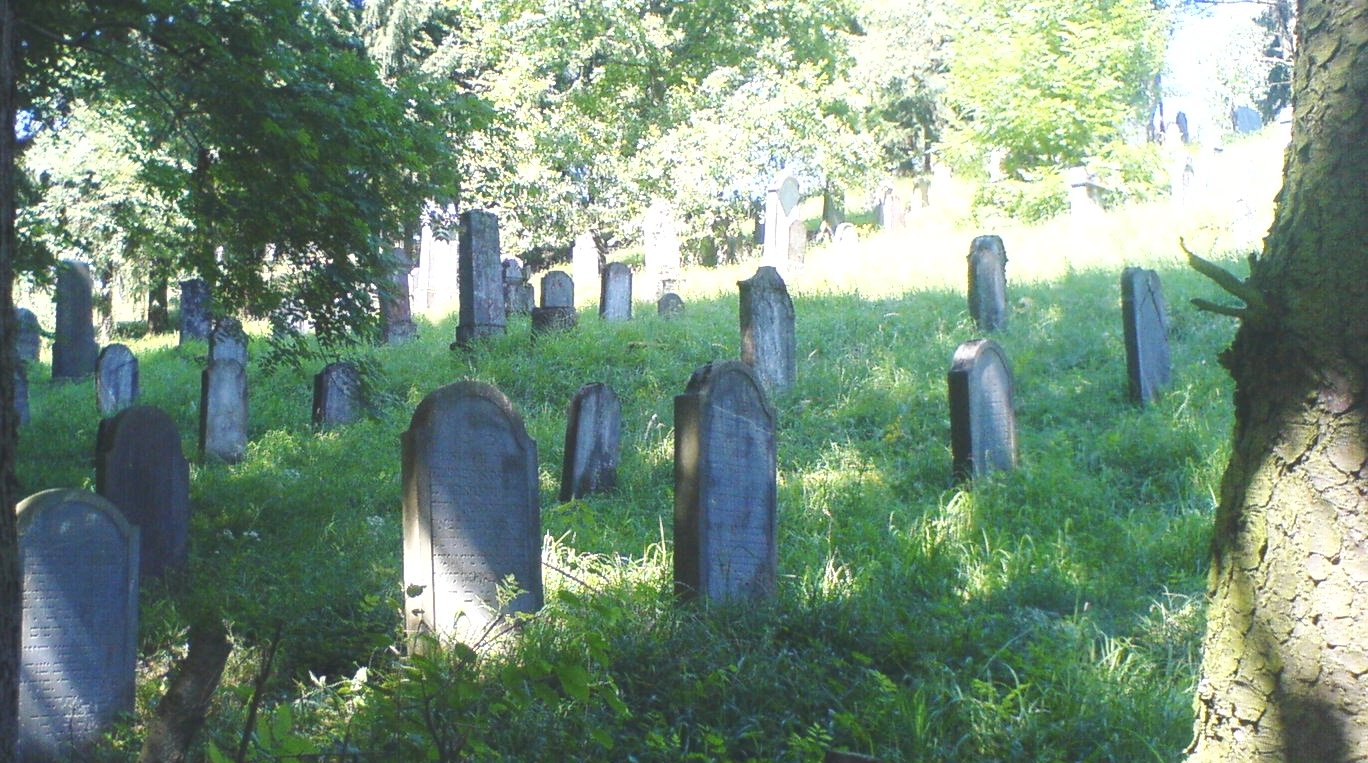
Jüdischer Friedhof

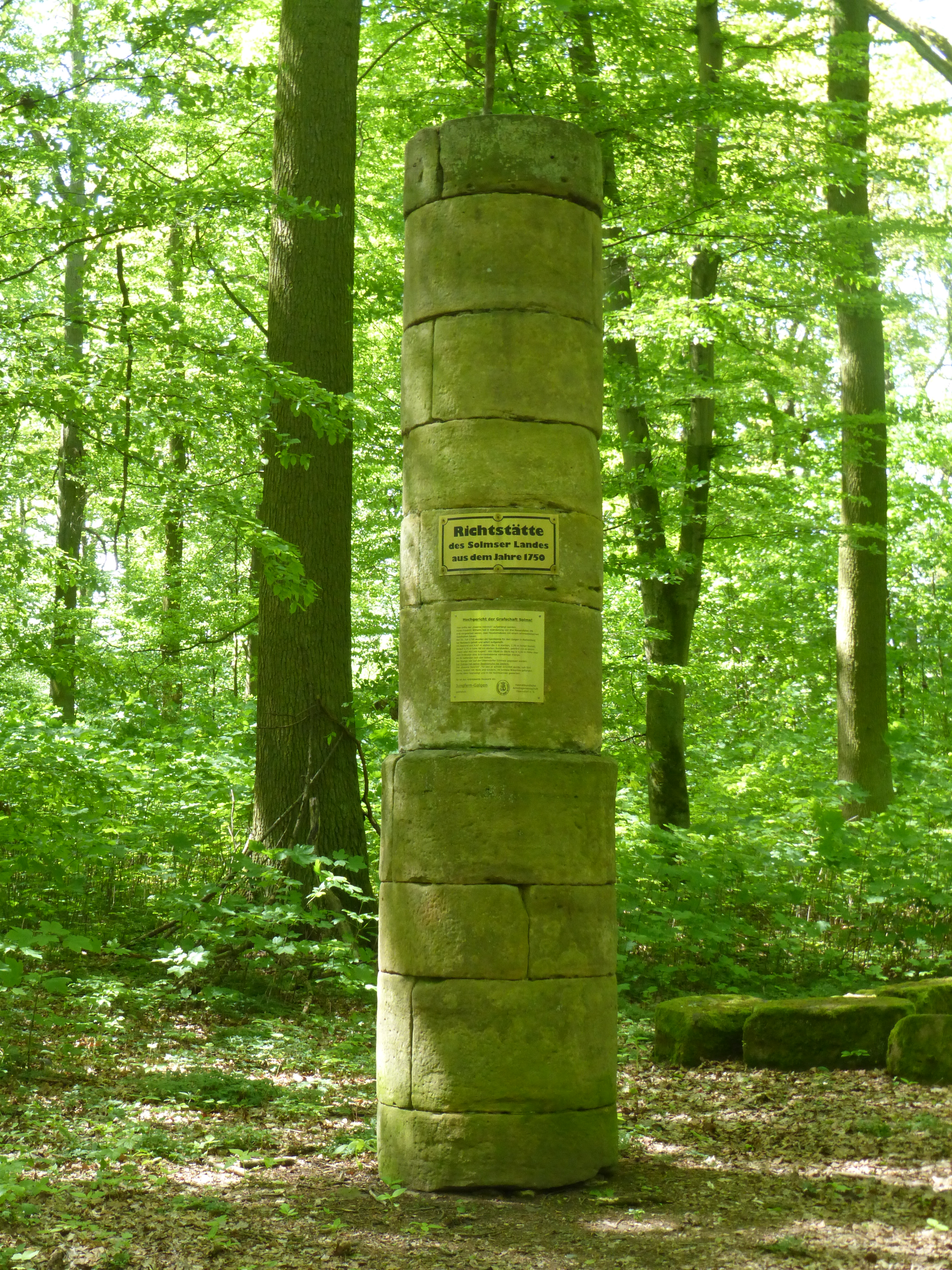
Richtstätte (Galgen) von 1750

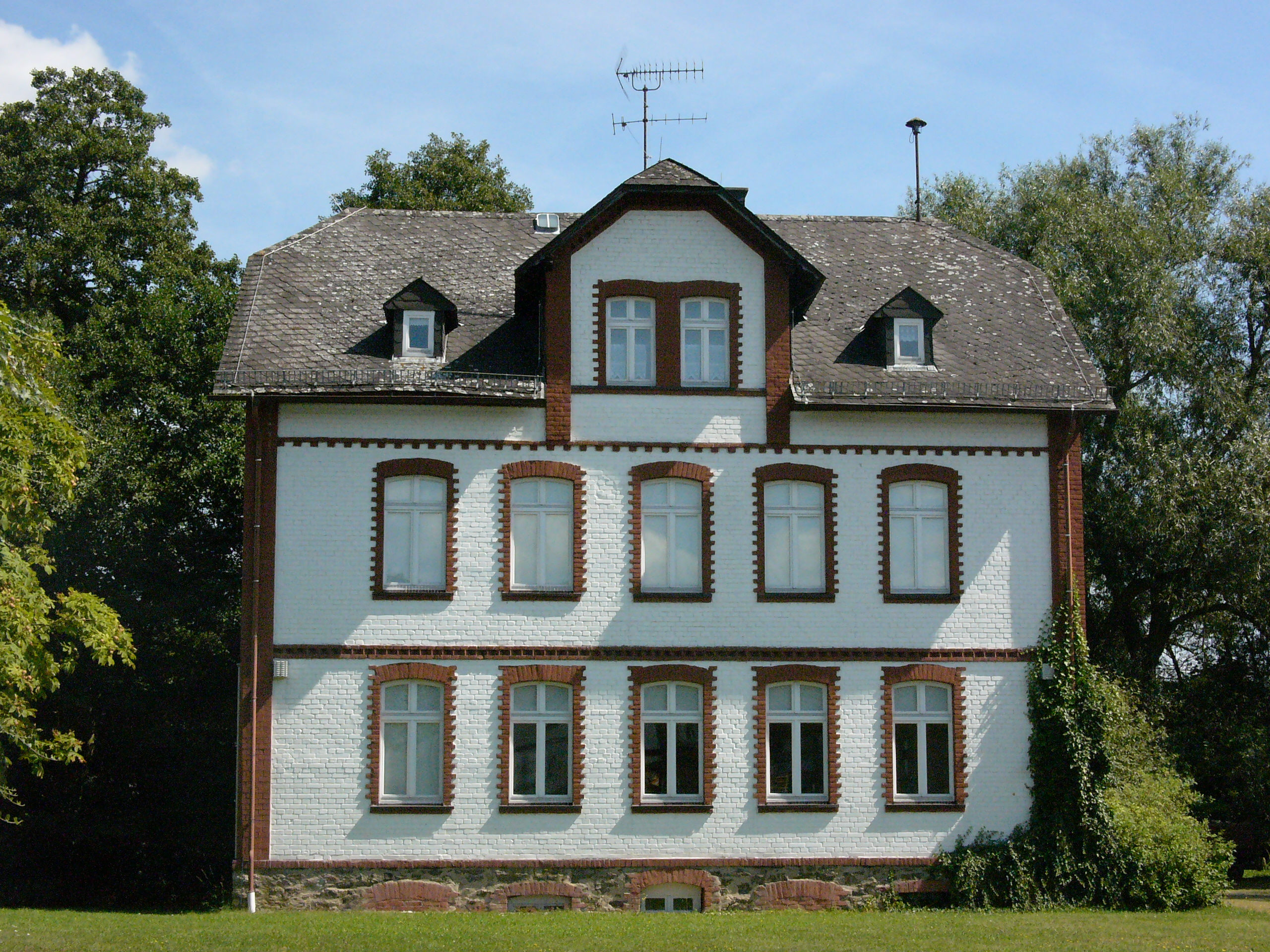
Heimatmuseum

### Kulturdenkmäler in Solms
siehe Liste der Kulturdenkmäler in Solms

### Naturdenkmäler in Solms
siehe Liste der Naturdenkmäler in Solms
- Kloster Altenberg, Grablege der seligen Gertrud, Tochter der Hl. Elisabeth (Stadtteil Oberbiel)
- Besucherbergwerk „Grube Fortuna“ (Stadtteil Oberbiel) mit Feld- und Grubenbahnmuseum
- 1000-jährige Eichen, Unter den Eichen (Stadtteil Albshausen)
- Jüdischer Friedhof (Stadtteil Burgsolms)
- Richtstätte (Galgen) an der Straße zwischen Oberndorf und Albshausen von 1750, seltenes hessisches Rechtsmal
- Volkssternwarte (Stadtteil Burgsolms)

### Industrie- und Heimatmuseum Solms
Das im Solmser Stadtteil Burgsolms (Bahnhofsallee) befindliche Museum besteht aus zwei Teilen.
Im Heimatmuseum wird das Leben der Solmser um 1900 dargestellt. Verschiedene Ausstellungen und Vorträge zu lokalhistorischen bzw. vereinsgeschichtlichen Themen runden das Angebot ab. Das Heimatmuseum ist im Büro der ehemaligen Hollmann-Werke untergebracht.
Besonderes Stück: Eine steinerne Kanonenkugel, die vermutlich von der Belagerung und Zerstörung der Burg Solms im Jahre 1384 stammt.
In der Hollmann-Halle befindet sich das Industriemuseum. Neben den landwirtschaftlichen Geräten, die die Fa. Hollmann hier seit den 1880er Jahren herstellte, werden z. T. funktionierende Dampf- und Drahtziehmaschinen gezeigt. Ebenso geht man auf die Eisenverhüttung sowie auf die Verarbeitung von Feldfrüchten ein.
Besonderes Stück: Eine funktionierende Mühle aus dem Siebenmühlental sowie eine Nagelstanze aus der Oberndorfer Hütte.

## Persönlichkeiten
- Georg Wellstein (1849–1917), Jurist und Politiker (Zentrum), Mitglied des Reichstages, geboren in Oberbiel
- Helmut Fink (Politiker) (1928–1990), Politiker (SPD), Mitglied des Landtages von Rheinland-Pfalz, geboren in Oberbiel
- Bernd Rupp (* 1942), Fußballspieler, geboren in Burgsolms
- Dietrich Korsch (* 1949), evangelischer Theologe, geboren in Burgsolms
- Lothar Mulch (* 1961), Politiker (AfD)